# 폐선종
폐선종이 폐선암으로 발전할 가능성이 이형성의 정도에 따라 결정된다.
유전과 관련된 연관성은 적은 편이다. 보통 추적검사를 하거나 필요시 조직검사후 수술을 한다. 하지만 이미 페선암으로 발전하고 경과가 지난후에는 치료성 수술이 어려운 경우도 있다.
추가
폐선종을 비정형 선종 증식( Atypical adenomatous hyperplasia) 줄여서 aah라고 부르기도 한다.